# Syringodium isoetifolium
Syringodium isoetifolium är en enhjärtbladig växtart som först beskrevs av Paul Friedrich August Ascherson, och fick sitt nu gällande namn av James Edgar Dandy. Syringodium isoetifolium ingår i släktet Syringodium och familjen Cymodoceaceae. IUCN kategoriserar arten globalt som livskraftig. Inga underarter finns listade.

## Bildgalleri

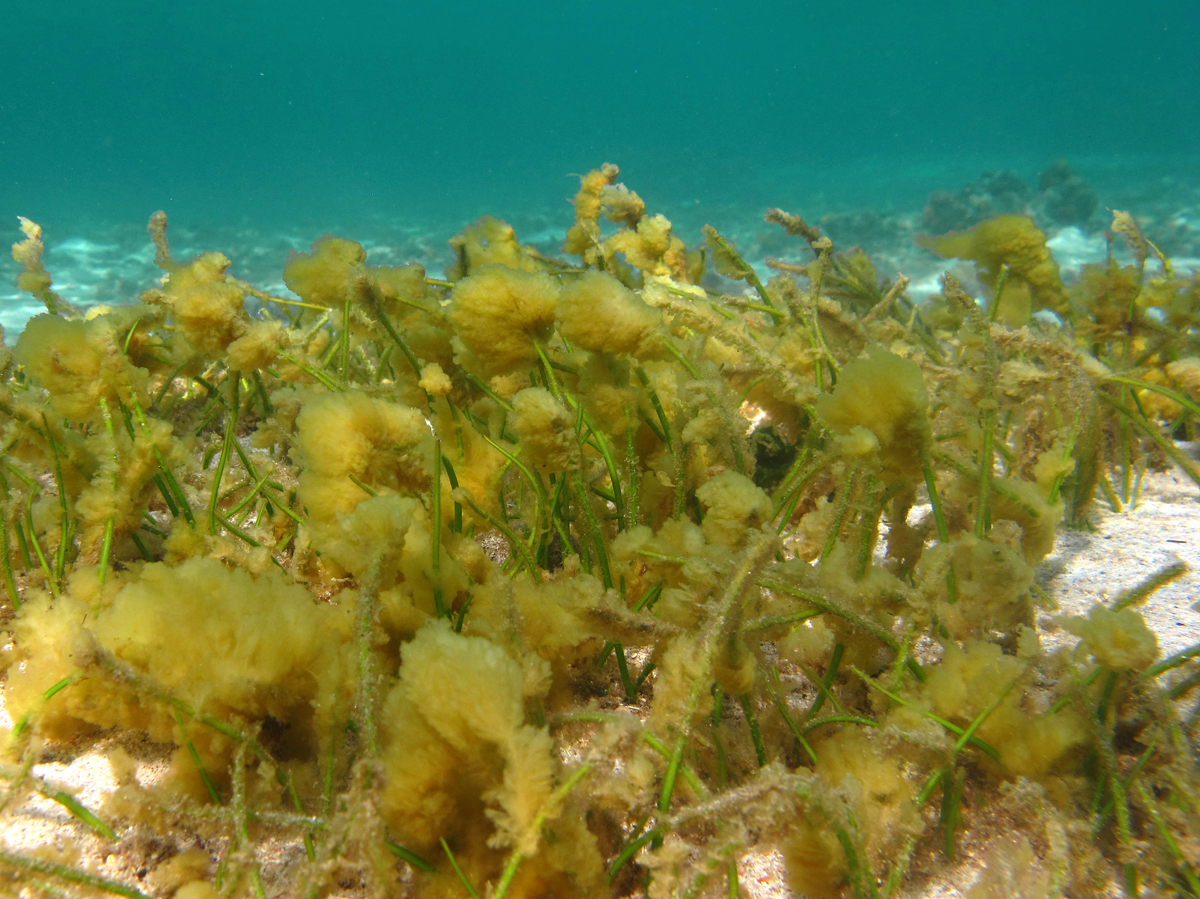
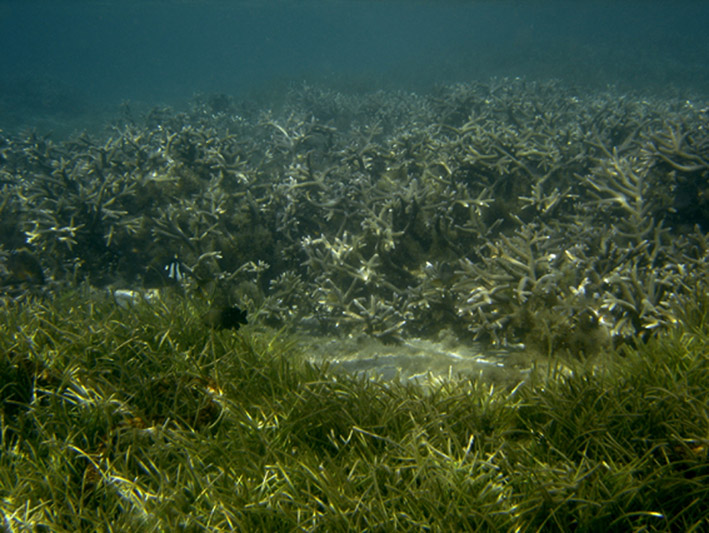
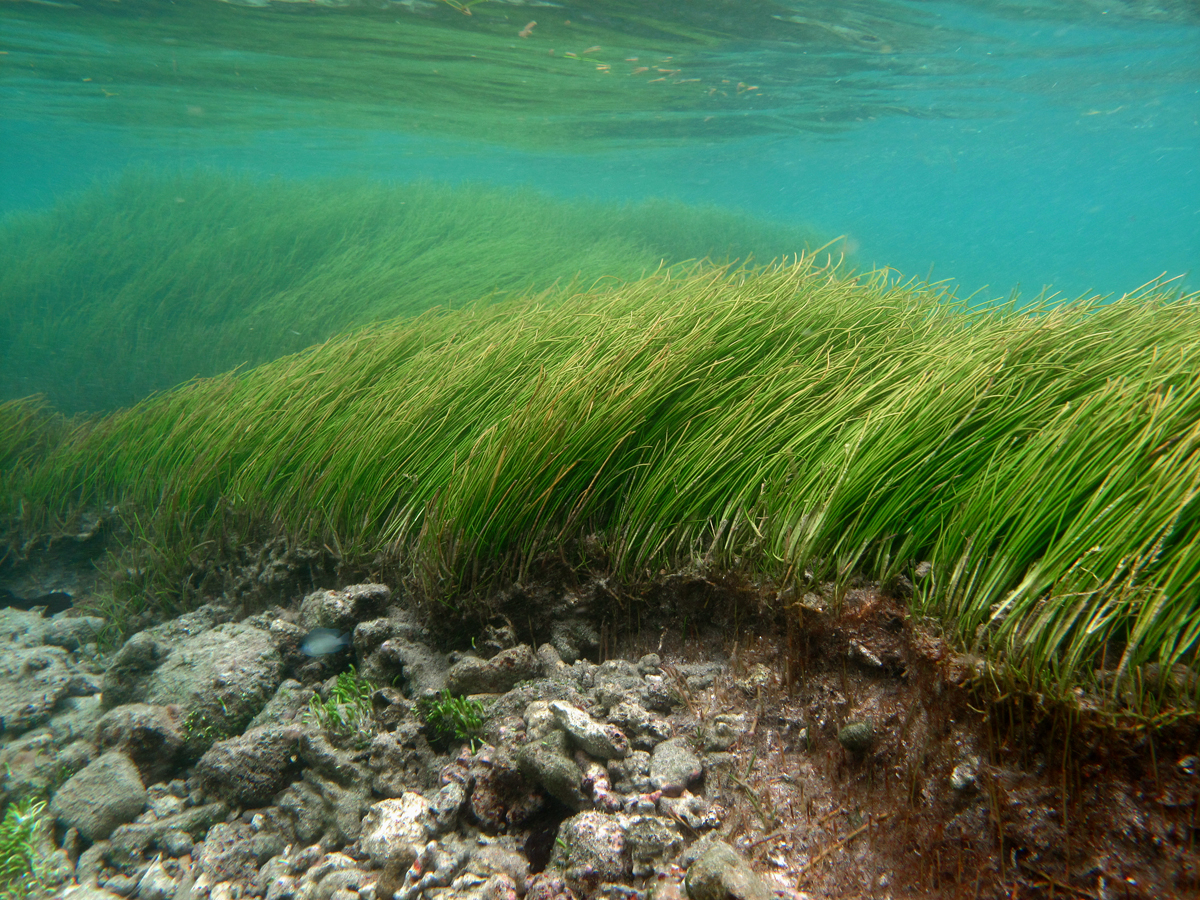